# Kopfschuss

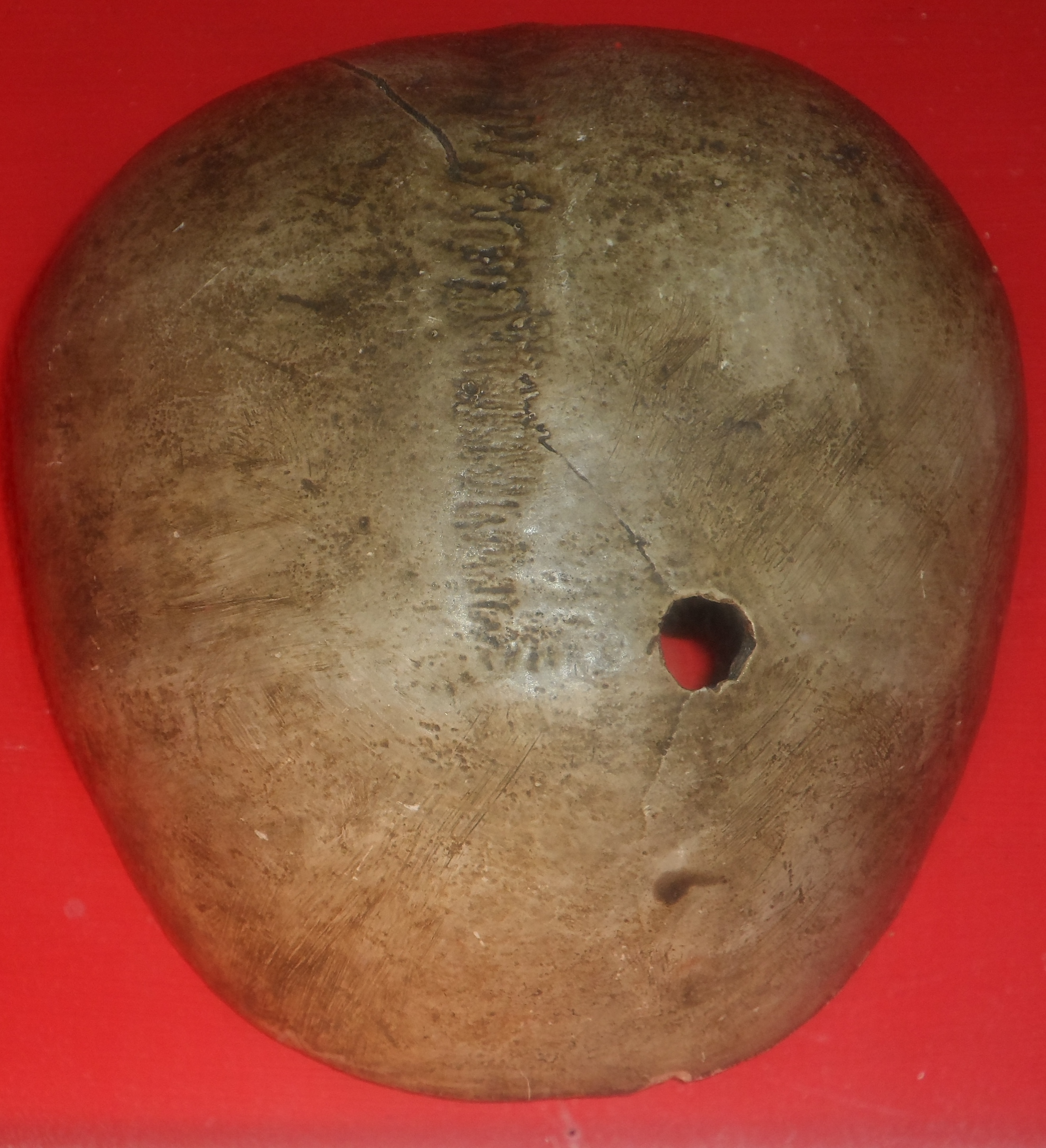
Moulagierte Schädeldecke mit Einschussverletzung eines Tötungsdeliktes

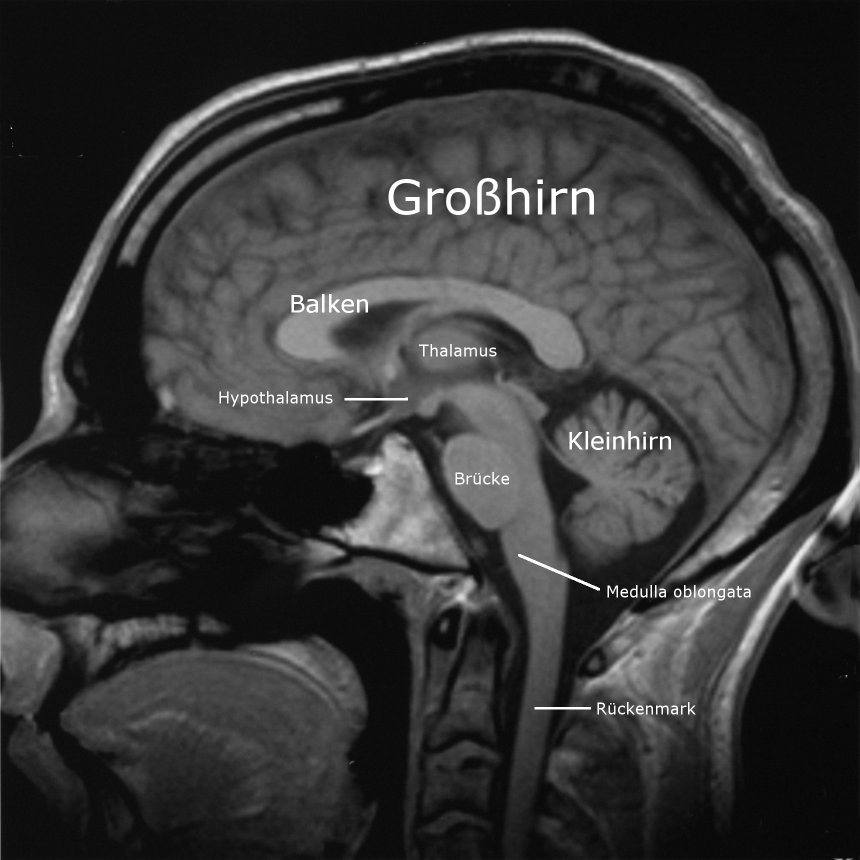
MRT-Bild eines menschlichen Gehirns; Schnitt sagittal, die Nase ist links

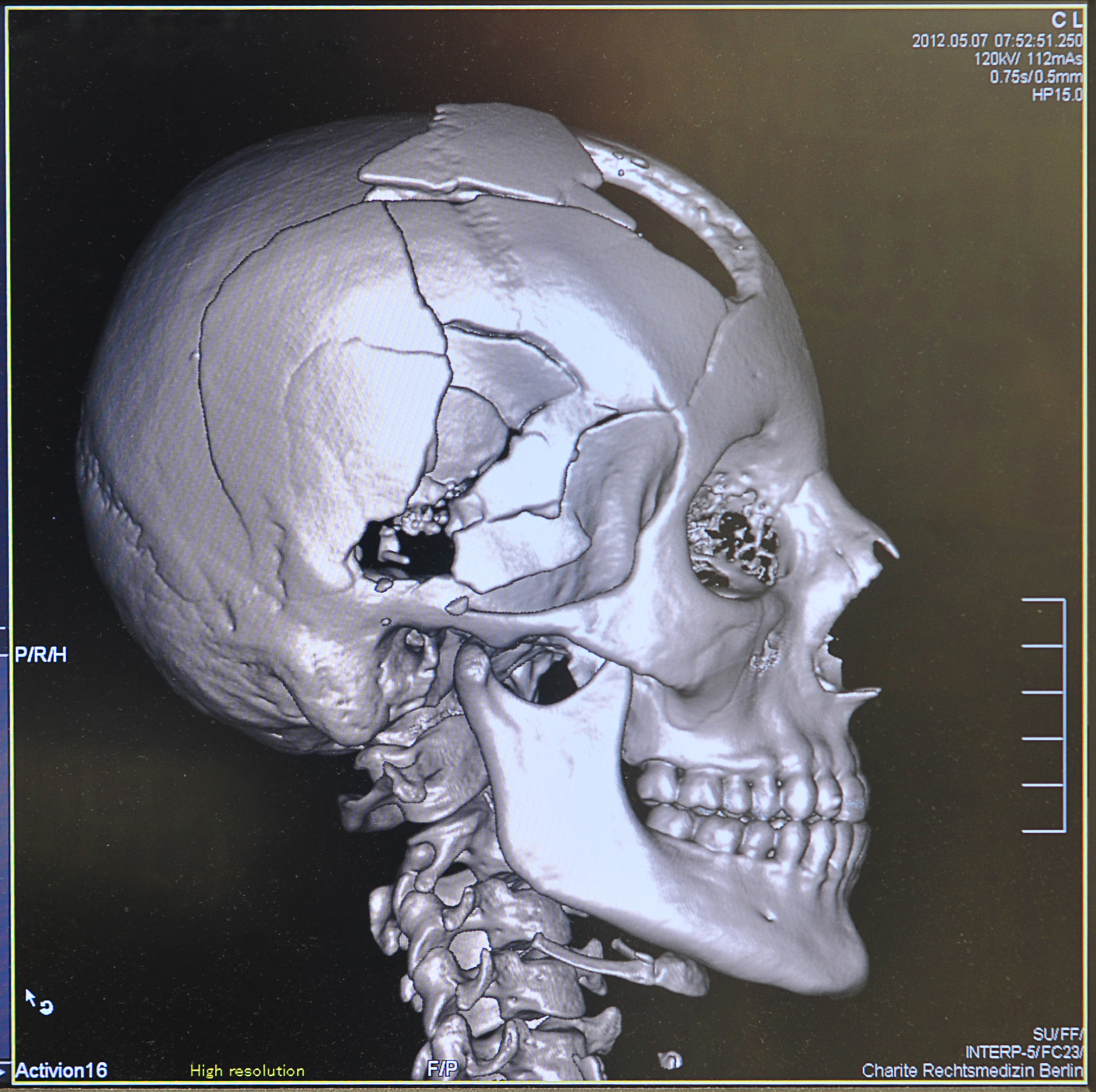
Computertomographie einer tödlichen Kopfschussverletzung

Der Kopfschuss ist eine Verletzung des Kopfes durch das Projektil einer Feuerwaffe, eine Todesursache und auch eine Hinrichtungsmethode.

## Wirkung und Folgen
Die Verletzungen hängen von Art, Geschwindigkeit und Flugrichtung des Projektils ab.
Fernschüsse aus modernen Faustfeuerwaffen hinterlassen am Eintrittspunkt in der Regel nur eine relativ kleine Wunde, manchmal mit eingerissenen Hauträndern. Auf der Austrittseite ist die sichtbare Wunde dagegen meist groß und unregelmäßig. Bei Nah- und aufgesetzten Schüssen kann diese Unterscheidung schwerfallen. Kleine Projektile (Schrotkugeln) und langsame Querschläger können im Kopf steckenbleiben, größere können beim Auftreffen auf den Knochen fragmentieren. Am Schädelknochen kann ein Stanzdefekt (mit kleinerem Durchmesser auf der Eintrittsseite) oder eine flächige Fraktur entstehen.
Bolzenschussgeräte verursachen bei Unfällen und Suiziden ähnliche Kopfverletzungen, allerdings sind die Gewebszerreißungen durch die stumpfen Bolzen schlimmer als bei konischen oder spitzen Geschossen.
Kopfschüsse sind oft tödlich. Vor allem Treffer der tiefen Hirnstrukturen (Zwischenhirn, Hirnstamm, Medulla oblongata) führen sofort zu Atem- und Kreislaufstillstand. Weiter peripher gelegene Hirnschäden können zunächst überlebt werden, manchmal bleibt das Opfer sogar bei Bewusstsein. Allerdings entwickeln sich bald Hirnödeme und schwere Blutungen, die durch Kompression des Stammhirnes tödlich sein können. Bei Personen, die die ersten Stunden überleben, treten zudem Infektionen, Thrombosen und Luftembolien auf. Ein prognostisches Maß ist die Glasgow Coma Scale (GCS). Bei GCS kleiner 5 gibt es praktisch keine Überlebenschance.

## Vorkommen

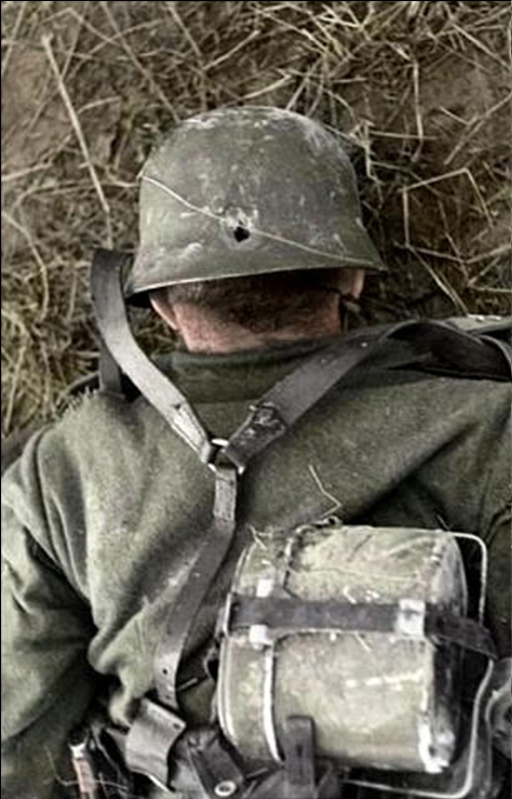
Durch Kopfschuss getöteter deutscher Soldat

Bei kriegerischen Auseinandersetzungen wird ein Drittel der Verluste im Feld durch Kopfverletzungen hervorgerufen. Im Zivilleben handelt es sich meist um Gewaltverbrechen und Suizide; in den USA stammen 40 % aller tödlichen Kopfverletzungen von Schusswaffen. Abhängig vom Anteil der Selbsttötungen liegt die Sterblichkeit dieser Kopfverletzungen zwischen 52 und 95 %.
In einigen Ländern, beispielsweise China, werden zum Tode Verurteilte durch einen Kopfschuss hingerichtet.
Auch die Polizei ist in Situationen akuter Bedrohung für Leib und Leben von Menschen mitunter berechtigt, Gewalttäter mit dem finalen Rettungsschuss in den Kopf zu töten. Dies ist zum Beispiel bei Geiselnahmen der Fall, wenn Betroffene unmittelbar der Gefahr des Todes oder schweren Verletzungen ausgesetzt sind und diese nicht anders abgewendet werden kann.
Weltbekannt wurde ein Kopfschuss durch den südvietnamesischen General Nguyễn Ngọc Loan auf den NFB-Kämpfer Nguyễn Văn Lém während der Tet-Offensive in Saigon am 1. Februar 1968. Das Foto dieser Hinrichtung auf offener Straße, gemacht von Eddie Adams, zählt zu den bekanntesten Aufnahmen des Vietnamkrieges und des modernen Krieges überhaupt.